# A
A je prva črka slovenske abecede in latinice.

## Zgodovina
Črka A verjetno izhaja iz piktograma volovske glave v egipčanskih hieroglifih oziroma protosemitski abecedi. Tako je
| egipčanski hieroglif volovska glava | protosemitska volovska glava | feničanski alef | grška črka alfa | etruščanska črka A | rimska črka A |

## Tipografija
| Blackletter A | Uncial A | Veliki A |
| Roman A       | Italic A | Script A |

## Drugačne predstavitve
V radioamaterstvu in letalstvu se za znak A uporablja beseda alfa.
V Morsejevi abecedi je znak A predstavljen kot Ti-Ta: • -
Braillova pisava: 

## Računalništvo
Koda ASCII za veliki A je 65 in za mali a 97; v dvojiškem sistemu pa 0100 0001 in 0110 0001.
V kodiranju Unicode ima velika črka A kodo U+0041, mala a pa U+0061.

## PomeniA
- V mednarodnem sistemu enot
  - A je simbol za amper, enota SI za električni tok
  - a, ato, je predpona SI; pomeni 10-18
  - a je simbol za površinsko enoto ar
- v fiziki je
  - A oznaka za (količino) delo
  - a je oznaka za pospešek
  - a je oznaka za časovno enoto leto
- v strojništvu je
  - A oznaka za presek
  - a oznaka za žilavost
- v metalurgiji je
  - A oznaka za premene železa (A1, A2, A3, A4, AC, AR,...)
  - A konstanta pri izrazu za difuzijski koeficient
  - a oznaka za mrežni parameter
- A je mednarodna avtomobilska oznaka Avstrije.
- v glasbi:
  - A-dur
  - ton A
- v slovenskem jeziku je a priredni veznik v pomenu »pa« ali »ampak«
- v biokemiji je A enočrkovna oznaka za aminokislino alanin ter kratica za adenozin
- v medicini je A ena od krvnih skupin
- A igralna karta as
- a je oznaka linije na šahovnici, a1 pa šahovsko polje
- A bomba - atomska bomba
- vitamin A
- A je zaporedje formatov papirja po standardu ISO 216, ki obsega formate A0, A1, A2, A3, A4, A5, A6, A7, A8, A9 in A10
- fraza od A do Ž pomeni od začetka do konca
- virus A